# 中溝昌弘
中溝 昌弘（なかみぞ まさひろ、天保12年1月16日〈1841年2月7日〉 - 昭和2年〈1927年〉）は、明治時代の日本の地方政治家、自由民権運動家。地主、三多摩壮士の一人。

## 来歴
幕府御典医の白鳥昌領の次男として、北多摩郡上布田駅（現・東京都調布市）に生まれる。嘉永5年（1852年）、幕臣松平次郎太の門下生となった。同6年（1853年）に昌平坂学問所の素読吟味試験に合格した。慶応2年（1866年）、中溝ブンと婿養子として結婚した。この頃自宅で漢学塾を開く。
明治11年（1878年）に結成された「責善会」で石坂昌孝らと活動した。同年、11月18日に都筑郡長に、明治14年（1881年）6月28日には南多摩郡長に就任した。その後、明治18年（1885年）11月に南多摩郡選出の神奈川県会議員となる。その間、明治19年（1886年）8月から明治20年（1887年）11月までは第9代副議長を、明治20年（1887年）11月から明治21年（1888年）3月までは第11代議長を務めた。明治21年（1888年）1月の議会解散で退任するが、翌月の選挙で当選した。明治22年（1889年）12月に議員を辞職した。晩年は政界から引退し、1927年死去。86歳。

## 親族
- 父・白鳥昌領[1] ‐ 幕府御典医。 上布田宿（現・調布市）出身
- 義父・中溝六左衛門[1]
- 長男・青木昌吉 ‐ 青木正太郎の養子となる
- 二男・中溝録助 ‐ 生糸業
- 三男・中溝多摩吉 ‐ 政党本部推参事件の首謀者として知られる三多摩壮士の一人。東京外国語学校でドイツ語を学び、台湾で働いたのち、富田幸次郎とともに日本高速度鋼と日本紡績機を設立し専務取締役に就いたが、実業より政治活動に熱心として富田とともに辞任。神近市子の元愛人とも言われる。[7][8][9][10]
- 四男・富永置三 ‐ 稲城村の富永家の養子となる。東京府立第二中学校教諭を経て稲城村村長。東京帝国大学文科大学文学科（選科）出身。[11][12][13]
- 男・中溝五郎 ‐ 鶴川村長。東京都知事を務めた鈴木俊一の祖父に当たる。

## 関連文献
- 『民権ブックス6 石阪昌孝とその同士たち』町田市、1993年[14]